# Обидов, Кобилджон Гафурович
Кобилджон Гафурович Обидов (узб. Qobiljon G'ofurovich Obidov) — хоким Андижанской области в 1993—1996 и в 1997—2004 годах, Герой Узбекистана (1998).

## Биография
- В 1972 году окончил Андижанский институт хлопководства. Работал на различных должностях в области.
- В 1991—1992 годах был первым секретарём Мархаматского райкома Компартии Узбекистана.
- 1992— 4 февраля 1993 — хоким города Андижана[2].
- С 6 февраля 1993[3] по 29 октября 1996 года[4] — хоким Андижанской области.
- 1996—1997 — Первый заместитель премьер-министра Узбекистана — руководитель агропромышленного комплекса.
- С 30 апреля 1997 года[5] по 25 мая 2004 года[6] вновь занимал должность хокима Андижанской области.
- Депутат Олий Мажлиса Республики Узбекистан (1994—2004).
- С 2018 года — начальник управления лесного хозяйства Андижанской области.[7]

## Награды
- Орден «Мехнат шухрати» (1995)
- Герой Узбекистана (1998)[8]